# Kulturkampf
Kulturkampf (alemão: [kʊlˈtuːɐ̯kampf] (escutarⓘ), "luta pela cultura") é um termo alemão que se refere às lutas de poder entre Estados-nação democráticos constitucionais emergentes e a Igreja Católica Romana sobre o lugar e o papel da religião na política moderna, geralmente em conexão com campanhas de secularização. No Ancien Régime (Antigo Regime), os Estados eram confessionais, a religião governava a vida privada e pública, e a Igreja Católica estava intimamente associada a governos reacionários e conservadorismo ideológico. Assim, "a luta contra o Ancien Régime, seus remanescentes ou sua restauração era necessariamente uma luta contra a igreja" e tais conflitos eram um tema central da história da Europa Ocidental desde meados do século XIX até 1914. O que tornou o Kulturkampf único na Alemanha em comparação com as lutas entre Estado e Igreja em outras nações foi o seu aspecto antipolonês.
No sentido histórico, kulturkampf refere-se a tais lutas de poder e campanhas legislativas em vários países, por exemplo. na Suíça (veja de:Kulturkampf in der Schweiz), que assumiu um papel de liderança na década de 1840 (veja Guerra de Sonderbund), na Alemanha, começando por volta de 1860 e, especialmente, sua culminação entre 1871 e 1876, na França, Bélgica, Holanda, Grã-Bretanha, Espanha, Itália, Áustria-Hungria (veja de:Maigesetze (Österreich-Ungarn)), Hungria (1890-1895) bem como nos Estados Unidos e na América Latina, e.g. (por exemplo) México ou Brasil.
Com este significado, o termo kulturkampf entrou em muitas línguas, por exemplo: francês: le Kulturkampf, espanhol: el Kulturkampf, italiano: il Kulturkampf. Apareceu pela primeira vez c. 1840 em uma resenha anônima de uma publicação do liberal suíço-alemão Ludwig Snell sobre "A Importância da Luta da Suíça Católica Liberal com a Cúria Romana". Mas só ganhou mais amplitude depois que o membro liberal do parlamento da Prússia, Rudolph Virchow, usá-lo em 1873.
Na discussão sociopolítica contemporânea, o termo kulturkampf (ver também guerra cultural) é frequentemente usado para descrever qualquer conflito entre autoridades seculares e religiosas ou valores profundamente opostos, crenças entre facções consideráveis dentro de uma nação, comunidade ou outro grupo.

## Antecedentes
Sob a influência de novas filosofias e ideologias ascendentes como o iluminismo, realismo, positivismo, materialismo, nacionalismo, secularismo e liberalismo, o papel da religião na sociedade e a relação entre sociedade e igreja sofreram profundas mudanças nos séculos XVIII e XIX. Muitos países se esforçaram para tirar a igreja de poderes mundanos, reduzir os deveres da igreja aos assuntos espirituais, secularizando a esfera pública e separando a igreja do Estado e afirmando a supremacia do Estado, especialmente na educação. Róisín Healy argumenta que, em toda a Europa, a Kulturkampf operava principalmente em nível estadual e era encontrada "especialmente nas fortalezas do liberalismo, do anticlericalismo e do anticatolicismo".

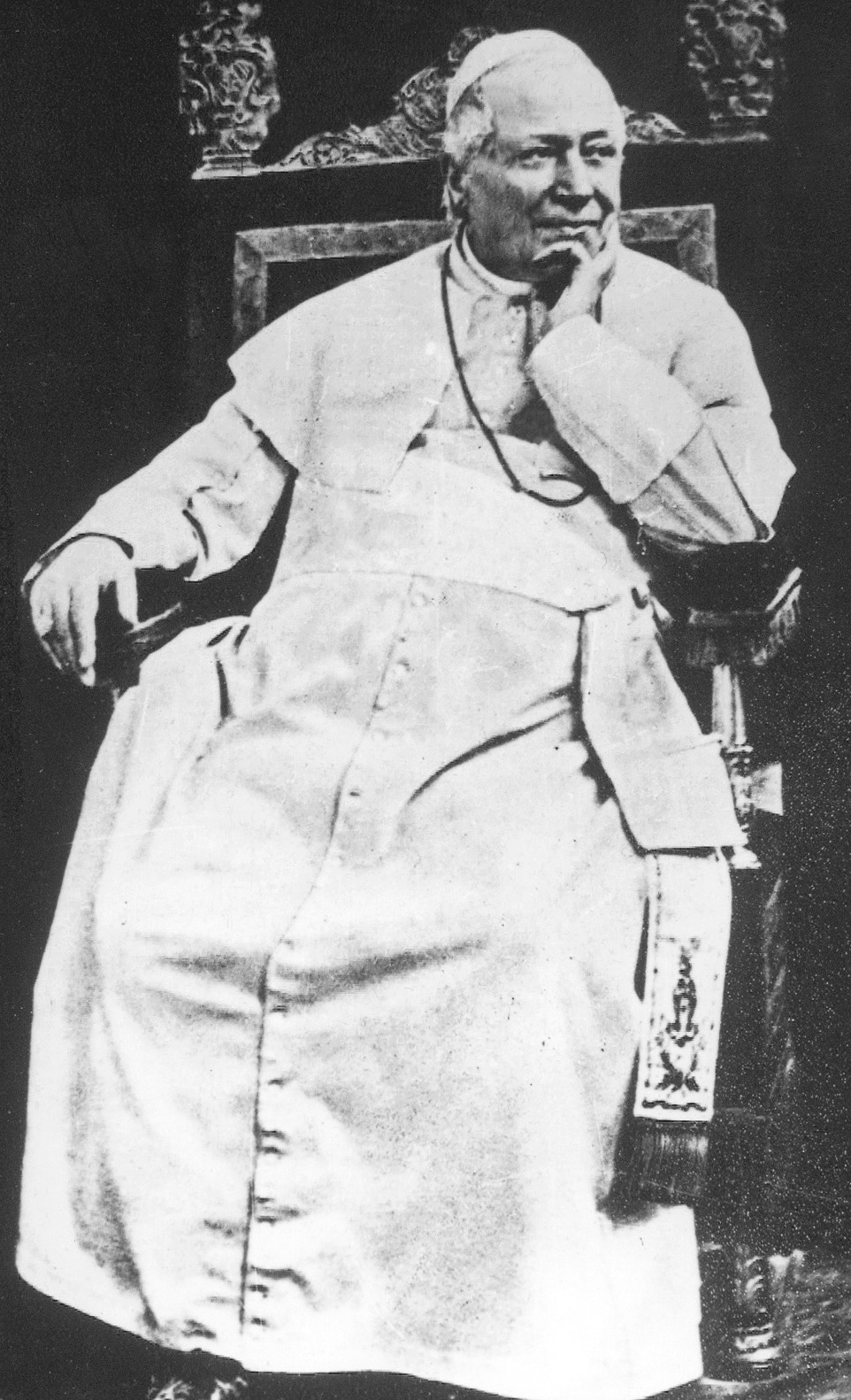
Papa Pio IX (ca. 1878)

A Igreja Católica resistiu a esse desenvolvimento que retratou como um ataque à religião e procurou manter e até fortalecer seu forte papel no Estado e na sociedade. Com a crescente influência do iluminismo e depois de ter perdido muito de sua riqueza, poder e influência na mediação e secularização do início do século 19, a igreja estava em declínio. O papado neste momento estava em um ponto fraco de sua história, tendo acabado de perder todos os seus territórios para a Itália, com o papa como "prisioneiro" no Vaticano. A igreja esforçou-se para reverter sua influência decrescente e para manter a influência em assuntos como e. g. casamento, família e educação e iniciou um renascimento católico fundando associações, documentos, escolas, estabelecimentos sociais ou novas ordens e encorajando práticas religiosas como peregrinações, a devoção da Virgem Maria ou o sagrado coração de Jesus e a veneração de relíquias;. Além da extraordinária proliferação de ordens religiosas, o século 19 também testemunhou o surgimento de inúmeras associações e organizações católicas, especialmente na Alemanha e na França. A propaganda católica, incluindo a interpretação dos acontecimentos diários, foi espalhada por jornais católicos locais e nacionais, proeminentes em todas as nações da Europa Ocidental, bem como através de missões organizadas e grupos dedicados à literatura piedosa.
No século 19, a Igreja Católica promulgou uma série de dogmas e encíclicas:
- Em 1832, na encíclica Mirari vos, o papa Gregório XVI condenou o liberalismo.

Sob a liderança de seu sucessor, Papa Pio IX, em:
- Em 1854, a igreja proclamou a Imaculada Conceição de Maria.
- Em 1864,o Vaticano publicou a encíclica Quanta cura e Sílabo dos Erros (Syllabus Errorum);
- Em 1870, o Primeiro Concílio do Vaticano declarou o dogma da infalibilidade papal.

Com seu "Sílabo dos Erros" de 1864, a Igreja Católica lançou um ataque às novas ideologias condenando 80 declarações filosóficas e políticas, principalmente as fundações do Estado-nação moderno, como falsas. Rejeitando abertamente conceitos como liberdade de religião, livre pensamento, separação da igreja e do estado, casamento civil, soberania do povo, democracia, liberalismo e socialismo, razão como a única base da ação humana e em geral condenou a ideia de conciliação com o progresso. Os anúncios incluíram um índice de livros proibidos.
Uma mudança profunda foi a gradual reorganização da Igreja Católica e seu uso expansivo da mídia. Fortemente criticado pelos governos europeus, era centralizado e simplificado com uma hierarquia rígida, os bispos buscavam a direção do Vaticano e as necessidades e pontos de vista da igreja internacional receberam prioridade sobre os locais os mesmos. Os oponentes da nova organização hierárquica da igreja pejorativamente chamavam-a de ultramontanismo.
A visão de oposição da igreja ao iluminismo, às reformas liberais e às revoluções dos séculos XVIII/XIX, esses dogmas e a insistência expressa da Igreja na primazia papal enfureceram os liberais por toda a Europa, mesmo entre alguns católicos, acrescentando combustível para debates acalorados.
Os dogmas representavam uma ameaça ao Estado secularizado, pois reafirmavam que a lealdade fundamental dos católicos não era ao Estado-nação, mas ao Evangelho e à Igreja, e que o ensinamento do papa era absolutamente autoritário e obrigatório para todos os fiéis. Políticos seculares chegaram a questionar se "o catolicismo e a lealdade ao Estado liberal moderno não eram mutuamente exclusivos". O primeiro-ministro britânico Gladstone escreveu em 1874 que o ensino sobre a infalibilidade papal comprometia a fidelidade dos fiéis católicos ingleses. Para o liberalismo europeu, os dogmas eram uma declaração de guerra contra o Estado moderno, a ciência e a liberdade espiritual.
O papa esteve lidando com a discordância dos dogmas, e. g. por excomunhão de críticos ou exigindo a sua remoção de escolas e universidades, foi considerado como "epítome do autoritarismo papal". Em resposta direta aos anúncios do Vaticano, a Áustria aprovou as chamadas Leis de Maio para a Cisleitânia em 1868, restringindo a Concordata de 1855, e então cancelou a concordata em 1870. Saxônia e a Bavária retiveram a aprovação para publicar a infalibilidade papal; Hesse e Baden até negaram qualquer validade legal. A França recusou-se a publicar as doutrinas por completo; Espanha proibiu a publicação do Sílabo dos Erros em 1864.

## Kulturkampf na Alemanha

### Antecedentes

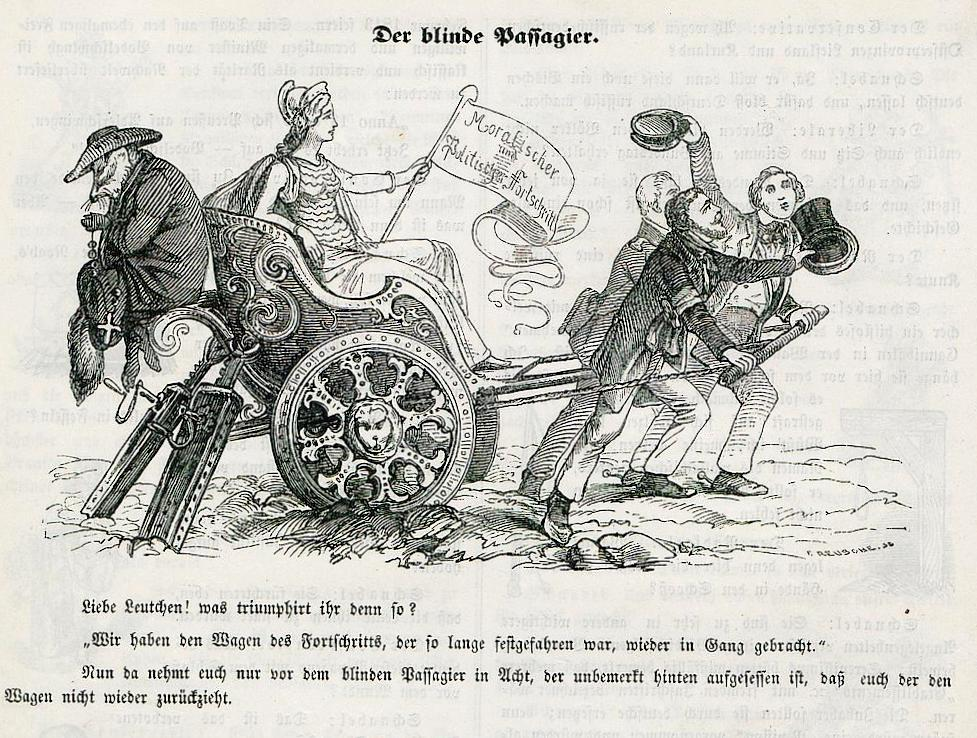
Caricatura anticatólica em Munique Leuchtkugeln, 1848. Um aviso para não se alegrar ainda. O clérigo católico como uma raposa e passageiro cego na carroça do progresso, para depois reverter o curso da história

Em meados do século XIX, as políticas liberais também passaram a dominar a Alemanha, e a separação entre Igreja e Estado tornou-se uma questão importante.
O Kulturkampf na Alemanha é geralmente moldado nos anos de 1871 e 1878 com a Igreja Católica anunciando oficialmente o seu fim em 1880, mas a luta na Alemanha foi um assunto em curso sem começo definido e os anos 1871 a 1878 apenas marcam seu ponto culminante na Prússia e Alemanha. Na esteira de outros países europeus, a maioria dos estados alemães havia dado os primeiros passos para a secularização bem antes da unificação. Predominantemente católica, Baden estava na vanguarda que limitava o poder da Igreja Católica (1852-1854 Disputa da Igreja de Baden) e (1864-1876 Kulturkampf Baden, veja de:Badischer Kulturkampf). Outros exemplos são a Prússia (1830, 1850, 1859 e 1969), Württemberg (1859/1862), Bavaria (1867, veja de:Bayerischer Kulturkampf), Hesse-Nassau ou Hesse-Darmstadt.
Na Kölner Wirren de 1837 (Confusão de Colônia; artigo em alemão) das questões legais e políticas relativas aos filhos de casamentos mistos protestantes-católicos, o acordo final da Prússia foi considerado uma derrota para o Estado, uma vez que havia cedido às demandas da Igreja Católica. Em 1850, a Prússia novamente teve uma disputa com a igreja sobre casamento civil e escolas primárias  e em 1852, emitiu decretos contra os jesuítas. Como em muitos países europeus, os jesuítas estavam sendo proibidos ou fortemente restringidos em muitos dos estados alemães, e. g. na Saxônia (1831) e mesmo em locais católicos como a Baviera (1851), Baden (1860) ou Württemberg (1862).
Para não ficar de fora, as áreas alemãs a oeste do Reno já haviam passado por um processo de separação entre a Igreja e o Estado, em consonância com uma secularização radical após a anexação pela França revolucionária e napoleônica em 1794. Após seu retorno à Alemanha em 1814, muitas, se não a maioria das mudanças foram mantidas no lugar.
Nos anos Vormärz, as publicações católicas geralmente retratavam as revoluções como negativas e perigosas para a ordem existente, bem como para os interesses da Igreja Católica. A maioria deles considerava o catolicismo necessário viável para a própria saúde da sociedade e do Estado e para ser a única proteção verdadeira e efetiva contra o flagelo da revolução. As malsucedidas revoluções alemãs de 1848 a 1849, às quais a Igreja Católica se opusera, não produziram reformas democráticas e fracassaram as tentativas de desvincular radicalmente as relações entre a Igreja e o Estado. No parlamento revolucionário, muitos representantes proeminentes do catolicismo político ficaram do lado da extrema-direita. Nos anos que se seguiram à revolução, o catolicismo tornou-se cada vez mais politizado devido às políticas antimodernistas e antiliberais maciças do Vaticano.
Na Guerra Austro-Prussiana de 1866 e na Guerra Franco-Prussiana de 1870, a Igreja Católica tomou o partido contra a Prússia e foi uma forte oponente da unificação alemã sob a Prússia (assim como da unificação da Itália).
Os dogmas e doutrinas católicos anunciados em 1854, 1864 e 1870 foram percebidos na Alemanha como ataques diretos ao Estado-nação moderno. Assim, Bismarck, os liberais e os conservadores, representando os protestantes ortodoxos, descobriram que o apoio do Partido do Centro ao papa era altamente provocativo. Muitos católicos compartilharam esses sentimentos, especialmente contra a infalibilidade declarada do papa e a maioria dos bispos católicos alemães considerou a definição do dogma como "'não propícia' à luz da situação na Alemanha". Segundo o chefe de governo da Baviera, Hohenlohe, o dogma da infalibilidade comprometeu a lealdade do católico ao estado. Enquanto a maioria dos católicos se reconciliava com a doutrina, alguns fundaram a pequena e Velha Igreja Católica.
As maiorias liberais da Dieta Imperial e do parlamento prussiano, assim como os liberais em geral, consideravam a Igreja como atrasada, um foco de reacionários, inimigos do progresso e elencaram a vida monástica como a epítome de um medievalismo católico atrasado. Eles ficaram alarmados com o aumento dramático no número de mosteiros, conventos e grupos religiosos clericais em uma época de revitalização religiosa generalizada. A Diocese da Colônia, por exemplo, viu um aumento de dez vezes de monges e freiras entre 1850 e 1872. As autoridades prussianas estavam particularmente desconfiadas da disseminação da vida monástica entre as minorias polonesa e francesa. A Igreja, por sua vez, via os Nacionais-Liberais como seu pior inimigo, acusando-os de liderar a guerra contra o cristianismo e a Igreja Católica.
Na unificação em 1871, o novo Império Alemão incluiu 25,5 milhões de protestantes (62% da população) e 15 milhões de católicos (36,5% da população). Embora uma minoria no império, os católicos eram a maioria nos estados da Baviera, Baden e Alsácia-Lorena, bem como nas quatro províncias prussianas da Prússia Ocidental, Posen, Renânia, Vestfália e na região prussiana da Alta Silésia. Desde a Guerra dos Trinta Anos, a população era geralmente segregada ao longo das linhas religiosas e as áreas rurais ou cidades eram esmagadoramente, se não inteiramente, da mesma religião. A educação também era separada e geralmente nas mãos das igrejas. Houve pouca tolerância mútua, interação ou intercasamento. Os protestantes em geral eram profundamente desconfiados da Igreja Católica.

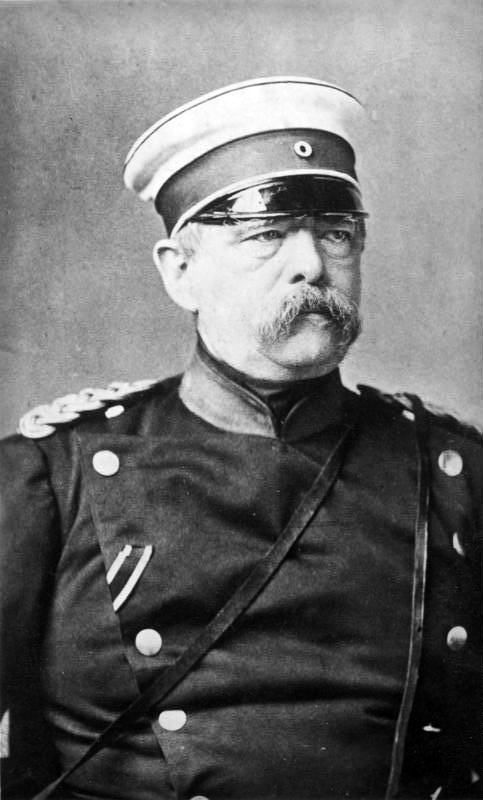
Bismarck c. 1875

A unificação foi alcançada através de muitos obstáculos com fortes oponentes. Essas foram as potências europeias da França e da Áustria, ambas nações católicas, e a própria Igreja Católica, as quais Bismarck percebeu como "Coalizão da Vingança Católica". Para Bismarck, o império era muito frágil e sua consolidação era uma questão importante. O biógrafo Otto Pflanze enfatiza: "A crença de Bismarck na existência de uma conspiração católica generalizada que representava uma ameaça tanto para suas políticas alemãs quanto para as europeias".
Em um império protestante, a Igreja Católica perderia sua boa reputação, que gozou durante séculos no Sacro Império Romano dominado pelos católicos e que teria continuado a desfrutar de um império alemão unido sob os auspícios austríacos. Assim, em 1870, às vésperas da unificação, o Partido do Centro foi explicitamente fundado para defender a posição da igreja no novo império.
Bismarck estava muito preocupado com o fato de muitos dos principais membros e apoiadores desse novo partido não estarem de acordo com o novo império: a Casa de Hanover, a minoria étnica dos poloneses, os estados do sul da Alemanha. Em 1871, os estados predominantemente católicos do sul da Alemanha apenas se juntaram relutantemente ao império, aumentando a parcela geral da população católica para 36,5%. Entre esta parte católica estava a maior minoria étnica da Alemanha, bem mais de 2 milhões de poloneses no leste da Prússia, que sob a Prússia e a Alemanha sofreram discriminação e opressão. Bismarck considerava o novo Partido do Centro não apenas como uma mistura ilegal de política e religião e "braço longo" da Igreja, mas também como uma força unificadora para alemães e poloneses católicos e, portanto, uma ameaça à consolidação do império. Ele temia que o Partido do Centro frustrasse suas agendas políticas mais amplas e acusou os padres católicos de promover o nacionalismo polonês, como havia sido feito abertamente nas províncias de Posen e da Alta Silésia.

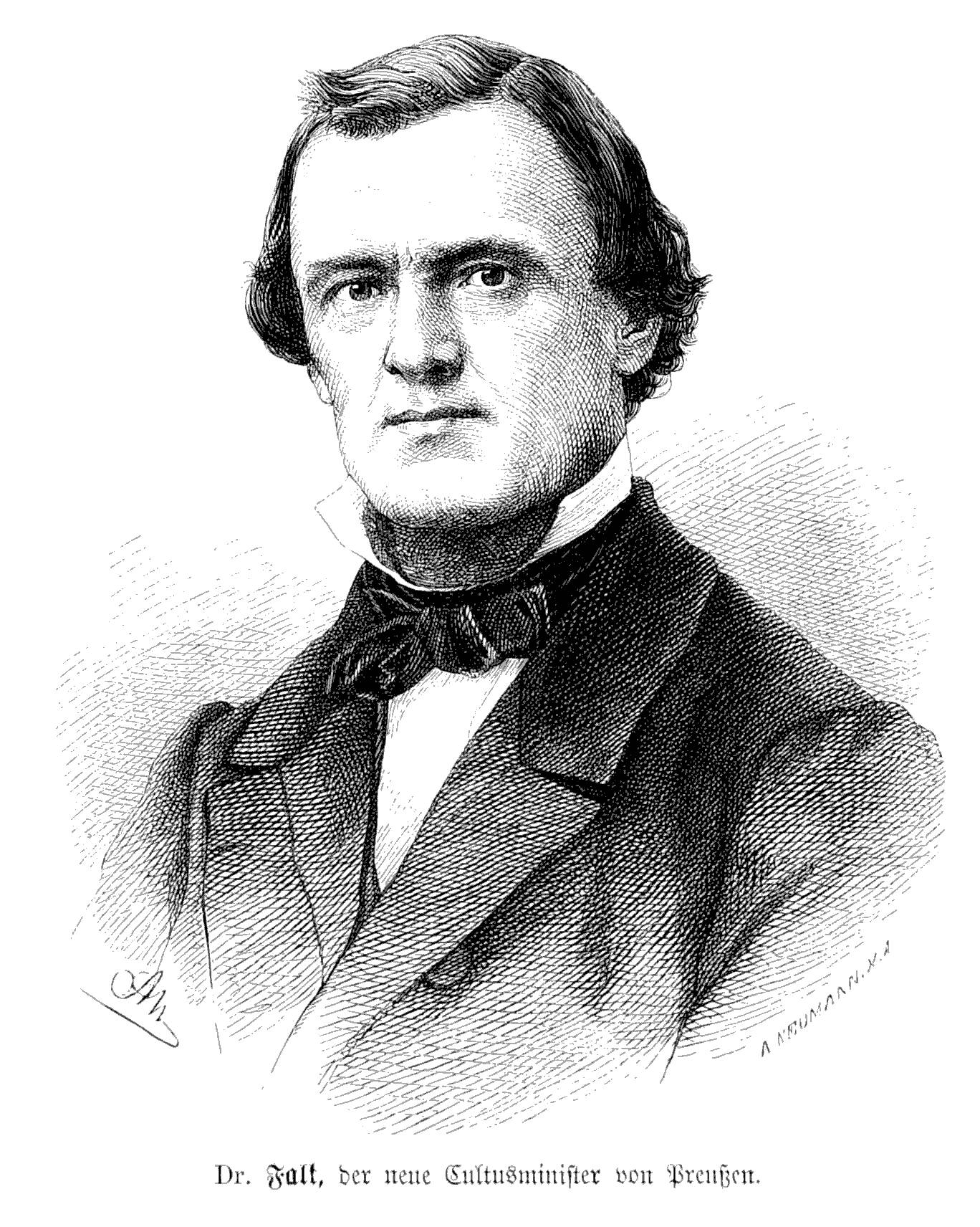
Ministro da Educação da Prússia, Adalbert Falk, 1872

Os liberais consideravam a Igreja Católica como uma força poderosa de reação e antimodernidade, especialmente depois da proclamação da infalibilidade papal em 1870 e do controle mais rígido do Vaticano sobre os bispos locais. A vitalidade renovada do catolicismo na Alemanha, com suas reuniões de massa, também atraiu protestantes — até mesmo o herdeiro do trono prussiano, com a aprovação do rei, compareceu a um deles. Antiliberalismo, o anticlericalismo e o anticatolicismo tornaram-se poderosas forças intelectuais da época, e o antagonismo entre liberais e protestantes de um lado e a Igreja Católica, de outro, foi combatido através da prática de lançamento de lama na imprensa. Uma onda de panfletos anticatólicos, anticlericais e antimonásticos na imprensa liberal foi respondida pela pregação e propaganda antiliberal em jornais católicos e vice-versa.
Por essas razões, o governo tentou afastar as massas católicas da hierarquia e do Partido do Centro, e as exigências liberais de restringir o poder das igrejas combinavam bem com o principal objetivo político de Bismarck de esmagar o Partido do Centro. Segundo o historiador Anthony J. Steinhoff, "o plano de Bismarck para desarmar o catolicismo político encantou os políticos liberais, que forneceram o apoio parlamentar para a cruzada. No entanto, a frase que o liberal de esquerda Rudolf Virchow inventou para essa luta, a Kulturkampf, sugere que os liberais queria fazer mais do que impedir que o catolicismo se tornasse uma força política. Eles queriam a vitória sobre o próprio catolicismo, a tão esperada conclusão da Reforma".
Pelo menos desde 1847 e em consonância com os liberais, Bismarck também tinha sido da opinião professada, que Estado e igreja deveriam ser completamente separados e "a esfera do Estado tinha que ser feita de forma segura contra as incursões pela igreja", embora suas ideias não fossem tão abrangentes quanto nos Estados Unidos ou na Grã-Bretanha. Ele tinha em mente a posição tradicional da igreja protestante na Prússia e provocou considerável resistência de protestantes conservadores. Isso ficou claro em um debate acalorado com o ministro da cultura prussiana von Mühler em 1871, quando Bismarck disse: "Desde que você parou meus planos na igreja protestante, eu tenho que ir através de Roma".  Em agosto de 1871, em Bad Ems, Bismarck revelou sua intenção de lutar contra o Partido do Centro, separar Estado e Igreja, transferir a inspeção escolar para leigos, abolir a instrução religiosa das escolas e transferir os assuntos religiosos para o ministro da justiça.
Em 22 de janeiro de 1872, o liberal Adalbert Falk substituiu o conservador Heinrich von Mühler como ministro prussiano da religião, educação e saúde. Na mente de Bismarck, Falk estava "restabelecendo os direitos do Estado em relação à igreja". No entanto, ao contrário de Bismarck, cuja principal motivação para o Kulturkampf era a luta pelo poder político com o Partido do Centro, Falk, um advogado, era um forte defensor da autoridade do Estado, tendo em mente os aspectos legais das relações entre Estado e Igreja. Falk tornou-se a força motriz por trás das leis do Kulturkampf. Embora Bismarck apoiasse publicamente Falk, ele duvidava do sucesso de suas leis e estava insatisfeito com sua falta de tato e sensibilidade política. As diferenças em suas atitudes em relação à Kulturkampf acabaram por colocar os dois políticos em conflito um com o outro.
Com este pano de fundo e a determinação da igreja e do Estado, o Kulturkampf na Alemanha adquiriu uma borda adicional à medida que se reunia em intensidade e amargura.

### Cronograma e leis promulgadas durante o Kulturkampf

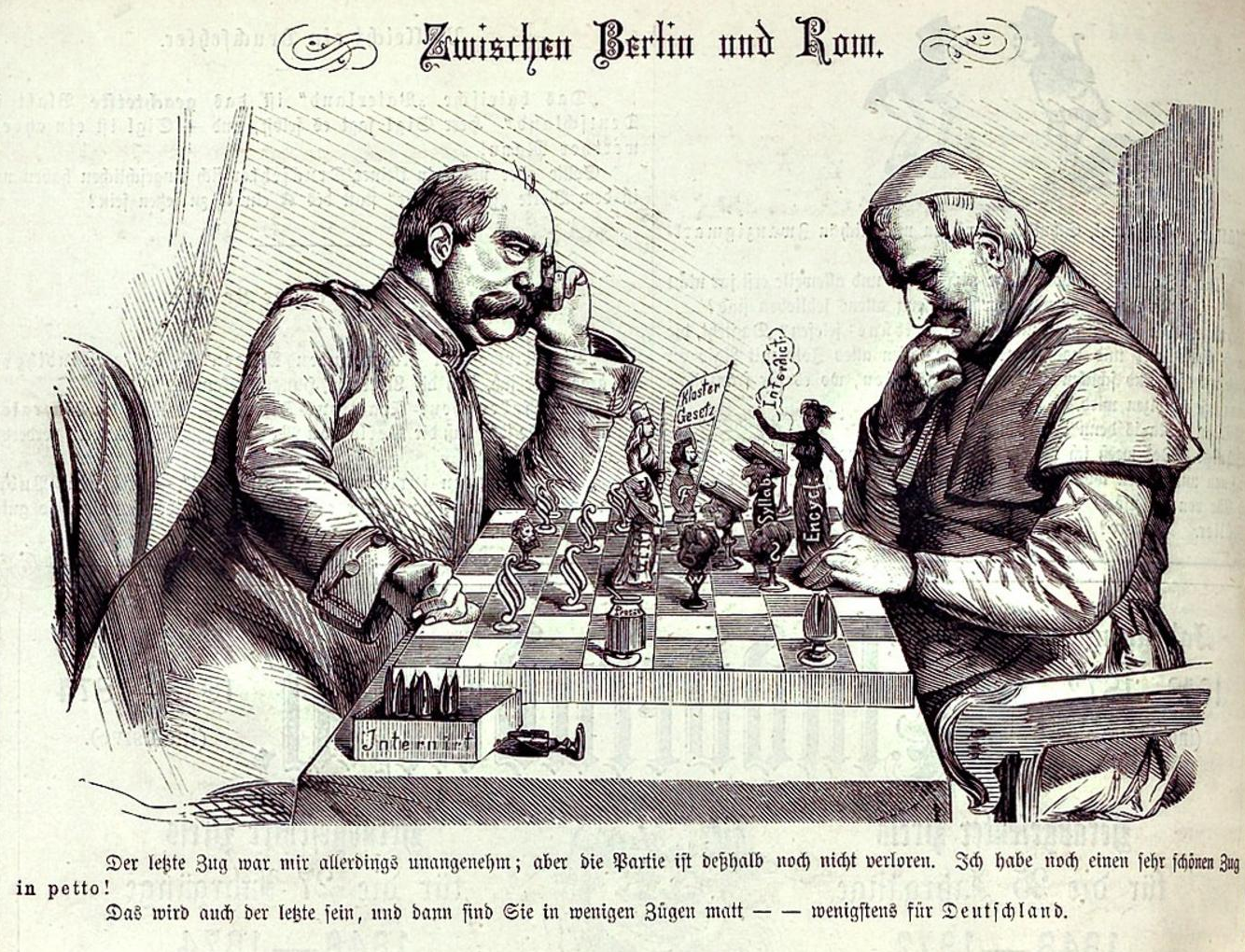
"Entre Berlim e Roma", com Bismarck à esquerda e o papa à direita, da revista satírica alemã Kladderadatsch, 1875. Papa: "É certo que o último movimento foi desagradável para mim; mas o jogo ainda não está perdido. Eu ainda tenho um movimento secreto muito bonito. "Bismarck: "Esse também será o último, e então você vai tomar xeque-mate em alguns movimentos — pelo menos na Alemanha."

De 1871 a 1876, o parlamento do estado prussiano e o legislativo federal (Reichstag), ambos com maiorias liberais, promulgaram 22 leis no contexto da Kulturkampf. Eles eram principalmente dirigidos contra clérigos: bispos, padres e ordens religiosas (anticlericais) e reforçavam a supremacia do Estado sobre a igreja. Embora várias leis fossem específicas para a Igreja Católica (jesuítas, congregações, etc.), as leis gerais afetavam tanto as igrejas católicas quanto as protestantes. Em uma tentativa de superar a crescente resistência da Igreja Católica e seu desafio às leis, as novas regulamentações foram cada vez mais além dos assuntos do Estado até referentes aos assuntos puramente internos da igreja. Até mesmo muitos liberais os viam como invasão das liberdades civis, comprometendo seu próprio credo.
Constitucionalmente, educação e a regulamentação dos assuntos religiosos foram investidos aos Estados federais e o principal ator da Kulturkampf foi a Prússia, o maior estado da Alemanha. Mas algumas leis também foram aprovadas pelo Reichstag e aplicadas a toda a Alemanha. Em geral, as leis não afetaram a imprensa e as associações, incluindo as católicas.
Entendeu por bem eliminar inteiramente qualquer capacidade de influência da Igreja Católica na vida pública da Alemanha. Promulgou entre 1872 e 1875 uma série de leis e decretos neste sentido. Tratou de obter a expulsão do país da Companhia de Jesus, colocou todos os seminários católicos sob o controle do Estado e promulgou as "Leis de Maio" que autorizavam o governo a regular a nomeação de bispos e padres. Restringiu o exercício dos cargos eclesiásticos exclusivamente aos cidadãos alemães que, antes de assumí-los, eram obrigados a se submeter a "exames oficiais". Durante a Kulturkampf foram presos seis dos dez bispos católicos da Prússia e centenas de padres e religiosos tiveram de abandonar o país.

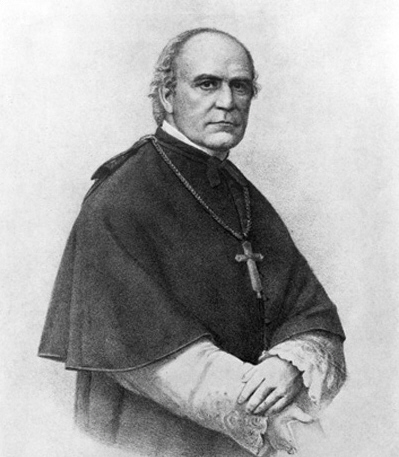
von Ketteler, 1865, adversário de Bismarck e da Kulturkampf

Não obstante isto, a campanha resultou em fracasso. Pois o Partido do Centro (Deutsche Zentrumspartei), de orientação claramente católica, tomou posição firme e decidida em favor dos clérigos perseguidos e, seguindo a orientação social da Igreja que já se vislumbrava nas encíclicas Quanta cura e Qui pluribus, adotou um programa econômico tão avançado para a época que fez com que se tornasse em pouco tempo a maior força político-partidária da Alemanha. Um dos líderes deste partido foi o barão, bispo e político von Ketteler, conhecido como o "Bispo dos Trabalhadores" (Arbeiterbischof) um dos precursores da Doutrina Social da Igreja, que se notabilizou pela sua atuação em favor dos trabalhadores e pelas minorias discriminadas.
Em 1874 o Centro católico obteve perto da quarta parte das cadeiras no Parlamento (Reichstag) e celebrou uma aliança com os "Social-Democratas" de oposição ao governo, se os dois partidos continuassem a crescer no mesmo ritmo em que vinham crescendo em pouco tempo se tornariam a maioria. Por esta época o socialismo se desenvolvia na Alemanha o que também era motivo de grande preocupação para Bismarck.
Temendo um avanço maior do socialismo, este quadro político levou Bismarck a arrefecer a sua perseguição aos católicos e, aos poucos, entre 1878 e 1886 foi, paulatinamente, sendo revogada toda a legislação discriminadora e a Kulturkampf, assim, acabou por cair no esquecimento.

### Aspecto antipolonês da Kulturkampf
Os poloneses já haviam sofrido com a discriminação e numerosas medidas opressivas na Alemanha muito antes da unificação. Essas medidas foram intensificadas após a formação do Império Alemão e Bismarck era conhecido por ser particularmente hostil com os poloneses. Christopher Clark argumenta que a política prussiana mudou radicalmente na década de 1870, em face do apoio polonês altamente visível à França na guerra franco-prussiana. Manifestações polonesas deixaram claro o sentimento nacionalista polonês, e também pediram que os recrutas poloneses abandonassem o Exército Prussiano — embora estes tenham sido ignorados. Bismarck ficou indignado, dizendo ao gabinete prussiano em 1871: Da fronteira russa até o mar Adriático, somos confrontados com a propaganda combinada de eslavos, ultramontanos e reacionários, e é necessário defender abertamente nossos interesses nacionais e nossa língua contra  tais ações hostis. Portanto, na província de Posen, o Kulturkampf assumiu um caráter muito mais nacionalista do que em outras partes da Alemanha. Não um defensor inflexível dos objetivos gerais no Kulturkampf dos liberais, Bismarck reconheceu o potencial em alguns deles para subjugar as aspirações nacionais polonesas e prontamente utilizou-os. Embora o objetivo principal dos liberais fosse a separação do Estado e da Igreja como essencial para uma sociedade democrática e liberal, Bismarck viu seu uso em separar a população polonesa do único defensor e guardião de sua identidade nacional. Autoridades prussianas prenderam 185 padres e obrigaram centenas de outras ao exílio. Entre os presos estava o primaz da Polônia, arcebispo Uma grande parte dos padres católicos remanescentes teve que continuar seu serviço se escondendo das autoridades. Embora a maioria dos 185 prisioneiros tenha sido finalmente libertada no final da década, os que foram libertados emigraram.[carece de fontes?] O fim oficial da Kulturkampf teve pouca influência nas políticas de germanização que continuaram nas partes habitadas do país pelos poloneses.

## Kulturkampf na Áustria
O Kulturkampf na Áustria tem raízes que remontam ao século XVIII. O imperador José II lançou uma política religiosa mais tarde chamada "Josefinismo", defendendo a supremacia do Estado em assuntos religiosos. Isso resultou em amplo controle estatal sobre a Igreja Católica na Áustria, incluindo e. g. a reorganização das dioceses, regulamentando o número de missas, a transferência de muitas escolas para as mãos do governo, seminários controlados pelo Estado, limitando o número de clérigos e dissolvendo numerosos mosteiros. Protestos do Papa Pio VI e até mesmo sua visita a Viena em 1782 foram em vão. Na concordata de 1855, a culminação da influência católica na Áustria, muitos dos direitos anteriores da Igreja Católica tirados sob José II foram restaurados (casamento, controle parcial da censura, ensino fundamental e médio, controle total do clero e do fundo religioso).
Em 1886 e 1869, após sancionar a constituição de dezembro, o novo gabinete nomeado pelo imperador Francisco José desfez partes da concordata com várias reformas liberais promulgadas nas chamadas Leis de Maio. Contra os fortes protestos da Igreja Católica, as leis de 25 de maio de 1868 e 14 de maio de 1869 restauraram o casamento civil, aprovaram o ensino primário e secundário nas mãos do governo, instalaram escolas interconfessionais e regulamentaram as relações interconfessionais (e. g. casamentos mistos, fé das crianças incluindo opção de livre escolha).
Em um consistório secreto, o Papa Pio IX condenou a constituição de 1867 e as leis de maio como "leges abominabiles" (leis repugnantes). Em uma carta pastoral de 7 de setembro de 1868, o bispo Franz-Josef Rudigier pediu resistência a essas leis de maio. A carta foi confiscada e ele teve de comparecer perante o tribunal em 5 de junho de 1869, o que, pela primeira vez, levou a manifestações públicas da população católica. Em 12 de julho de 1869, o bispo foi condenado a uma pena de prisão de duas semanas, mas perdoado pelo imperador.
As leis de maio provocaram um sério conflito entre o Estado e igreja. A Áustria revogou a concordata de 1855 em 1870 após a promulgação da infalibilidade papal e a aboliu no ano de 1874. Em maio de 1874, o Ato Religioso foi oficialmente reconhecido.

## Uso contemporâneo do termo "Kulturkampf"

### Estados Unidos
No final do século 19, as guerras culturais surgiram sobre questões de proibição e educação nos Estados Unidos. A Lei Bennett foi uma lei estadual altamente controversa, aprovada em Wisconsin em 1889, que exigia o uso do inglês para ensinar matérias importantes em todas as escolas públicas e particulares de ensino fundamental e médio. Como os católicos e luteranos alemães de Wisconsin administravam um grande número de escolas paroquiais onde o alemão era usado em sala de aula, era amargamente ressentida pelas comunidades germano-americanas (e algumas norueguesas). Embora a lei tenha finalmente sido revogada, houve significativas repercussões políticas, com os republicanos perdendo o governo e a legislatura, e a eleição de democratas para o Senado e a Câmara dos Representantes.
Nos Estados Unidos, os termos "guerra cultural" e "guerras culturais" referem-se a conflitos no final do século XX e início do XXI entre conservadores sociais religiosos e liberais sociais seculares. Este tema da "guerra cultural" foi a base do discurso de Patrick Buchanan na Convenção Nacional Republicana de 1992. O termo "guerra cultural" em 2004 era de uso comum nos Estados Unidos por liberais e conservadores.
Ao longo da década de 1980, houve batalhas no Congresso e na mídia em relação ao apoio federal para o Fundo Nacional para as Artes e o Fundo Nacional para as Ciências Humanas, que representou uma guerra contra a alta cultura entre neoconservadores e paleoconservadores. O juiz Antonin Scalia referenciou o termo no caso da Suprema Corte Romer v. Evans, 517, US 620 (1996), dizendo: "A corte confundiu um Kulturkampf por um ataque de despeito". O caso dizia respeito a uma emenda à constituição estadual do Colorado que proibia qualquer subdepartamento de agir para proteger indivíduos com base na orientação sexual. Scalia acreditava que a emenda era uma medida válida por parte de cidadãos que buscavam "recorrer a um nível mais geral e, portanto, mais difícil de tomar decisões políticas do que outros". A maioria discordou, sustentando que a emenda violava a cláusula de Proteção Igual da Décima Quarta Emenda.

### Israel
O termo, traduzido para o Hebraico, (Milhemet Tarbut, מלחמת תרבות) também é freqüentemente usado, com conotações semelhantes, nos debates políticos de Israel—tendo sido introduzido por judeus que fugiram da Alemanha nazista nos anos de 1930.

### Historiografia
- Anderson, Margaret Lavinia. "Confessions of a Fellow Traveler," Catholic Historical Review (2013) 99#4 pp 623–648.(em inglês)
- Heilbronner, Oded. "From Ghetto to Ghetto: The Place of German Catholic Society in Recent Historiography" Journal of Modern History (2000) 72#2 pp. 453–495. in JSTOR(em inglês)